# 順手牽羊
順手牽羊（じゅんしゅけんよう）は、兵法三十六計の第十二計にあたる戦術。読み下し「手に順（したが）いて羊を牽（ひ）く」である。

## 概要
羊の大群から羊を一匹盗んだ者が、堂々と羊を連れて行ったため誰も咎めなかったことに由来する。転じて、組織が大軍になるにつれて統制の隙が生まれることを突く作戦や、敵に悟られぬように細かく損害を与えてゆく作戦を指す。
例えば、敵の部隊が森林など急いで通過する際にあわせて伏兵を置き、音を立てさせぬようにして敵の隊列の最後尾から一人ずつ襲って敵の数を減らしていく戦法や、敵が市街地の掃討のために小隊に分かれたのに対して、これを待ち伏せてひとつの小隊ずつ敵の中枢に気づかれないよう殲滅してゆくような戦法もこれにあたる。

## 事例
383年、前秦の苻堅は90万と号する大軍で東晋攻撃を開始。東晋は寿陽城を奪われるなどして窮地に陥った。寿陽城下の淝水をはさんで東晋軍と秦軍は布陣していたが、東晋の謝玄は「雌雄を決する度胸があるのなら、東晋軍を渡河させて決戦せよ」と使者を派遣して前秦を挑発した。諸将は挑発に乗ることに反対したが、苻堅は、渡河の途中の東晋軍を殲滅すればよいとして、東晋軍の渡河を認め自軍をわずかに後退させることにした。
しかし、東晋軍が渡河を始めるにあわせて、（東晋に内通していた）前秦軍の朱序が「我が軍は敗れたぞ」と大声で陣内に触れて回ったため、前秦兵は、反撃を受けずに平然と渡河して来る東晋兵の姿を見て、我先にと逃亡を始め、収拾がつかない大混乱となった。東晋はこれを攻めて大勝をおさめた。
814年に李光顔と李愬は節度使の呉元済を討伐するよう命じられた。
李愬は命令を受けたあと、偵察を行いながら、「自分は弱卒であり呉元済を討つことが目的でなく治安回復のみが任務」と宣伝して回った。呉元済は彼を監視していたが、結局李愬を攻撃軍でないと判断してその活動を見逃すようになった。李愬は、数年かけて工作を行い、呉元済の部下の丁士良、呉秀琳、李忠義などを徐々に離反させた。817年、李光顔が大軍で呉元済軍を攻撃。呉元済の蔡州城からは主力が進発したため手薄となった。そこで風雪の日、李愬は蔡州城を夜襲して呉元済を捕縛、長安に連行して処刑した。